# Christoph Künzler
Christoph Künzler född 5 februari 1951 i Zürich Schweiz, tyskspråkig schweizisk skådespelare.  

## Filmografi (urval)
- 2002 - Lammbock
- 1992 – Krigarens hjärta